# José María Mata
José María Mata Reyes (Xalapa, Veracruz, 13 de noviembre de 1819 - Martínez de la Torre, Veracruz, 24 de febrero de 1895) fue un médico, militar, político, idéologo y diplomático mexicano. 

## Estudios
Fue hijo de Miguel Mata y de Josefa Reyes. Realizó sus estudios en el Colegio de San Juan de Letrán en la Ciudad de México, obtuvo la licenciatura en medicina en 1847 y ejerció su profesión en Xalapa. Durante la Primera intervención estadounidense en México se enlistó en la Guardia Nacional, participó en la Batalla de Cerro Gordo, fue hecho prisionero y enviado a Nueva Orleans.

## Revolución de Ayutla
En 1848 regresó a su ciudad natal, se pronunció contra el régimen de Antonio López de Santa Anna, por tal motivo sus bienes le fueron confiscados y se ordenó su destierro junto a Melchor Ocampo, Benito Juárez, y Ponciano Arriaga en 1853. Fue promotor de las rebeliones en los estados septentrionales, en 1856 se unió a las tropas liberales en la Revolución de Ayutla en Zacapoaxtla.

## Diputado y diplomático
Participó como diputado en el Congreso que elaboró la Constitución de 1857. Fue ministro plenipotenciario ante el gobierno de Estados Unidos y como miembro del gabinete de Benito Juárez de 1858 a 1860. Ejerció como secretario de Hacienda de 1860 a 1861 y fue diputado federal durante dos períodos. 
Durante la Guerra de Reforma y durante la Segunda Intervención Francesa en México, siguió a Benito Juárez en Paso del Norte. Siendo diputado federal, participó en la comisión escrutadora de 1867 cuando Juárez fue reelecto. En 1877 el presidente Porfirio Díaz lo nombró Ministro de Relaciones Exteriores, cargo que ejerció de 1878 a 1879.  Siendo alcalde de Martínez de la Torre, falleció en 1895. El 16 de marzo de 1900 sus restos fueron trasladados a la Rotonda de las Personas Ilustres de la Ciudad de México.